# Hugo de Mataplana
Hugo de Mataplana (Gombrèn-Zaragoza, 1296) fue un noble y religioso de la Corona de Aragón. 
Miembro de la casa catalana de los Mataplana, fue consejero de los reyes Jaime I, Pedro II y Alfonso II de Aragón. Aparece consignado en crónicas como preboste de Marsella En 1289 fue nombrado obispo de Zaragoza, cuya sede estaba oficialmente vacante. Tomar posesión le valió un conflicto con Fortuño de Vergua, que alegaba derechos sobre la misma y se oponía al nombramiento real.
Como obispo coronó al rey Jaime II (24 de septiembre de 1291). En 1293 mandó emprender la rehabilitación de la Basílica del Pilar, que amenazaba ruina, gracias a las donaciones propiciadas por la mencionada bula papal.
| Predecesor: Pedro Garcés de Jaunas | Obispo de Zaragoza 1289 - 1296 | Sucesor: Jimeno Martínez de Luna y de Alagón |